# 龙宫翁戎螺
龙宫翁戎螺（学名：Entemnotrochus rumphii），俗稱為龍宮貝，是原始腹足目翁戎螺科翁戎螺属的一种。分布于日本、台湾、印尼沿岸，常栖息在深海。
龍宮翁戒螺是非常古老的生物，出現於古生代寒武紀，距今約五億七千萬年至四億九千萬年前; 繁盛於中生代，而由新生代開始漸趨絕跡。在1968年開始陸續有漁船在釣魚台列嶼、東沙群島、龜山島外海等海域撈獲活體，故可稱之為「活化石」。